# Ават
Ават (уйг. ئاۋات ناھىيىسى‎, кит. упр. 阿瓦提县, пиньинь Āwǎtí xiàn) — уезд в округе Аксу Синьцзян-Уйгурского автономного района КНР. Власти уезда размещаются в посёлке Ава́т.

## История
Уезд Ават был создан в 1930 году.

## Административное деление
Уезд делится на 3 посёлка и 5 волостей:
1. Посёлок Ават (уйг. ئاۋات بازىرى‎, кит. 阿瓦提镇)
2. Посёлок Бешарык (уйг. بەشئېرىق بازىرى‎, кит. 拜什艾日克镇)
3. Посёлок Курукчел (уйг. غورۇچۆل بازىرى‎, кит. 乌鲁却勒镇)
4. Волость Айбаг (уйг. ئايباغ يېزىسى‎, кит. 阿依巴格乡)
5. Волость Багтограк (уйг. باغتوغراق يېزىسى‎, кит. 巴格托格拉克乡)
6. Волость Дулан (уйг. دولان يېزىسى‎, кит. 多浪乡)
7. Волость Янарык (уйг. يېڭىئېرىق يېزىسى‎, кит. 英艾日克乡)
8. Волость Тамтограк (уйг. تامتوغراق يېزىسى‎, кит. 塔木托格拉克乡)